# Роозалу, Алекс
Алекс Роозалу (эст. Alex Roosalu; 4 мая 1999, Таллин) — эстонский футболист, защитник.

## Биография
Воспитанник таллинских клубов «Калев» и «Левадия». Тренеры — Айвар Прийдель, Арго Арбейтер. В 2016 году начал выступать на взрослом уровне за вторую команду «Левадии» в первой лиге Эстонии, за два сезона провёл 63 матча. За основную команду «Левадии» сыграл единственный матч в высшей лиге 4 ноября 2017 года против «Флоры», заменив на 84-й минуте Марка Рооснуппа. Вице-чемпион Эстонии 2017 года.
В 2018 году перешёл в «Тулевик» (Вильянди), в первых двух сезонах на правах аренды из «Левадии», а затем подписал постоянный контракт. На протяжении трёх сезонов был основным защитником клуба, сыграв за это время 75 матчей в высшем дивизионе. Перед началом сезона 2021 года потерял место в основном составе «Тулевика» и летом того же года объявил об окончании профессиональной карьеры из-за травм и проблем в семье. В дальнейшем выступал за любительские команды в низших лигах.
Выступал за сборные Эстонии младших возрастов, провёл в общей сложности 23 матча.

## Достижения
- Серебряный призёр чемпионата Эстонии: 2017